# متیو کیبل
متیو ژوزف کِیبل (به انگلیسی: Matthew Joseph Cable) یک شخصیت خیالی در مجموعه کتاب کامیک آمریکایی سوامپ تینگ منتشر شده توسط دی‌سی کامیکس است. این شخصیت نخستین بار در مجموعه کمیک سوامپ تینگ (جلد ۱) در نوامبر ۱۹۷۲ معرفی شد، که توسط نویسنده لن وین و هنرمند برنی رایتسون خلق شده است. سال‌ها بعد، این شخصیت در دیریمینگ می‌میرد و بعداً در نسخهٔ نیل گیمن از مجموعه سندمن به عنوان کلاغ دیریم تناسخ پیدا کرد.
هندرسون وید نقش شخصیت متیو کیبل را در سریال تلویزیونی ایفا کرده است، که بر اساس مجموعه کتاب‌های کمیکی به همین نام برای سرویس استریم دی‌سی ساخته شده بود. در مجموعه تلویزیون اینترنتی سندمن، صداپیشگی شخصیت متیوی کلاغ بر عهدهٔ پتن اسوالت است.

## زندگینامه ساختگی شخصیت
متیو کیبل یک مأمور دولتی است که برای محافظت از الک هالند و لیندا هالند در حین کار بر روی فرمول زیست ترمیمی خود در بایوی لوئیزیانا مأمور شده بود. کیبل در نجات آن‌ها از دسیسه‌های کنکلاو، یک سازمان مخفی که می‌خواهد این زوج برای از بین بردن خودشان کار کنند، و در نهایت هالندها کشته می‌شوند. وقتی سوامپ تینگ از بایو بیرون می‌آید، کیبل فکر می‌کند که او مسئول مرگ هالندها بوده و برای انتقام از آن‌ها عازم می‌شود. جستجوی کیبل او را به بالکان می‌رساند، جایی که او با ابی آرکین، خواهرزادهٔ آنتون آرکین، آشنا می‌شود. برای سال‌ها سوامپ تینگ تصور می‌کند که خود هالند است؛ اما کیبل پس از فهمیدن این موضوع، او را رها می‌کند. کیبل و ابی بعداً ازدواج می‌کنند و در هوما، لوئیزیانا ساکن می‌شوند.
ذهن کیبل بعداً آسیب می‌بیند، که به او توانایی تغییر واقعیت را می‌دهد و ازدواجش با ابی روز به روز شروع به بدتر شدن می‌کند. پس از درگیری با ابی که در نهایت منجر به رفتن ابی برای پیدا کردن سوامپ تینگ می‌شود، کیبل با ماشینش به دنبال او می‌رود. او که به شدت مست بود، در نهایت با ماشینش تصادف می‌کند و به شدت زخمی می‌شود. آنتون آرکین، که قبلاً کشته شده بود، بدن کیبل را تسخیر می‌کند و توانایی‌های او را به دست می‌آورد. کیبل موفق می‌شود آرکین را به جهنم بازگرداند، اما آرکین به واسطهٔ زخم‌هایش از پای در می‌آید و به کما می‌رود. کیبل در حالی که در کما است، مدتی را در سرزمین دیریمینگ سپری می‌کند و سپس برای مدت کوتاهی هوشیاری خود را به دست می‌آورد. او دستگاه‌هایی را که او را پایدار نگه می‌دارند نابود می‌کند و بدین ترتیب به زندگی خود پایان می‌دهد. کیبل بعدها توسط دریم یکی از اندلس‌ها در هیأت یک کلاغ زنده می‌شود و به عنوان معاشر او خدمت می‌کند.